# 妙音樂劇團
妙音樂劇團，簡稱「妙音」，為台灣基隆市在地的一個打擊樂團及音樂劇劇團，位於基隆市仁愛區,於2009年10月由陳玉梅女士成立,陳玉梅女士同時也是妙音樂劇團的指導老師及藝術監督。

## 簡介
妙音樂劇團於2009年10月註冊登記為公益演藝團體,其表演風格是將台灣傳統音樂元素,結合流行曲風加以創新,並將現今流行舞蹈融入其中。

## 大事紀
- 2009年10月：妙音樂劇團成立
- 2011年12月：妙音樂劇團於台灣基隆市立文化中心發表第一部舞台劇天地有愛

## 外部連結
- 妙音樂劇團的Facebook專頁粉絲團